# Lepistemonopsis volkensii
Genre
Espèce
Lepistemonopsis volkensii est une espèce de plantes dicotylédones de la famille des Convolvulaceae, tribu des Ipomoeeae, originaire des régions tropicales d'Afrique orientale. C'est l'unique espèce du genre Lepistemonopsis (genre monotypique). C'est une plante herbacée volubile aux fleurs groupées en cymes pédonculées, à corolle campanulée, ouverte, présentant 5 lobes, et dont le fruit est une capsule indéhiscente.